# Crystal Lake (Florida)
Crystal Lake és una població dels Estats Units a l'estat de Florida. Segons el cens del 2000 tenia 5.341 habitants.

## Demografia
Segons el cens del 2000, Crystal Lake tenia 5.341 habitants, 2.151 habitatges, i 1.383 famílies. La densitat de població era de 766,6 habitants per km².
Dels 2.151 habitatges en un 30% hi vivien nens de menys de 18 anys, en un 42,5% hi vivien parelles casades, en un 16,2% dones solteres, i en un 35,7% no eren unitats familiars. En el 25,6% dels habitatges hi vivien persones soles el 8,6% de les quals corresponia a persones de 65 anys o més que vivien soles. El nombre mitjà de persones vivint en cada habitatge era de 2,48 i el nombre mitjà de persones que vivien en cada família era de 2,96.
Per edats la població es repartia de la següent manera: un 25,5% tenia menys de 18 anys, un 12,1% entre 18 i 24, un 29,6% entre 25 i 44, un 19,3% de 45 a 60 i un 13,5% 65 anys o més.
L'edat mediana era de 34 anys. Per cada 100 dones de 18 o més anys hi havia 96,7 homes.
La renda mediana per habitatge era de 30.699 $ i la renda mediana per família de 35.591 $. Els homes tenien una renda mediana de 28.125 $ mentre que les dones 22.110 $. La renda per capita de la població era de 15.606 $. Entorn del 13,7% de les famílies i el 16,4% de la població estaven per davall del llindar de pobresa.